# Pernille Mølgaard Hansen
Pernille Mølgaard Hansen (* um 1945, verheiratete Pernille Kaagaard) ist eine ehemalige dänische Badmintonspielerin.

## Karriere
1962 gewann Pernille Mølgaard Hansen ihren ersten dänischen Nachwuchstitel, zwei Jahre später den ersten Titel bei den Erwachsenen. Im gleichen Jahr siegte sie bei den Nordischen Meisterschaften. Sie stand mehrmals im Finale der All England, bevor sie 1970 ihren einzigen Titel dort erkämpfen konnte. Anfang der 1970er heiratete sie ihren Mannschaftskameraden vom Gentofte BK, Klaus Kaagaard, und startete fortan unter dem Namen Pernille Kaagaard.

## Sportliche Erfolge
| Saison    | Veranstaltung                                    | Disziplin   | Platz | Name                                               |
| --------- | ------------------------------------------------ | ----------- | ----- | -------------------------------------------------- |
| 1961/1962 | Dänemark: Einzelmeisterschaften der Junioren U17 | Dameneinzel | 1     | Pernille Mølgaard Hansen, Gentofte                 |
| 1963/1964 | Dänemark: Einzelmeisterschaften                  | Dameneinzel | 1     | Pernille Mølgaard Hansen, Gentofte BK              |
| 1963/1964 | Dänemark: Einzelmeisterschaften der Junioren U19 | Dameneinzel | 1     | Pernille Mølgaard Hansen, Gentofte                 |
| 1964      | Norwegen: Internationale Meisterschaften         | Dameneinzel | 1     | Pernille Mølgaard Hansen                           |
| 1964      | Nordische Meisterschaften                        | Damendoppel | 1     | Lizbeth von Barnekow / Pernille Mølgaard Hansen    |
| 1964/1965 | Dänemark: Einzelmeisterschaften der Junioren U19 | Dameneinzel | 1     | Pernille Mølgaard Hansen, Gentofte                 |
| 1965      | Norwegen: Internationale Meisterschaften         | Damendoppel | 1     | Lizbeth von Barnekow / Pernille Mølgaard Hansen    |
| 1965      | Norwegen: Internationale Meisterschaften         | Mixed       | 1     | Morten Pommergaard / Pernille Mølgaard Hansen      |
| 1965/1966 | DDR: Internationales Federballturnier in Tröbitz | Dameneinzel | 1     | Pernille Mølgaard Hansen                           |
| 1965/1966 | DDR: Internationales Federballturnier in Tröbitz | Damendoppel | 1     | Pernille Mølgaard Hansen / Lonny Funch             |
| 1966      | Schweden: Internationale Meisterschaften         | Mixed       | 1     | Per Walsøe / Pernille Mølgaard Hansen              |
| 1966      | All England                                      | Mixed       | 2     | Per Walsøe / Pernille Mølgaard Hansen              |
| 1966/1967 | Dänemark: Einzelmeisterschaften                  | Mixed       | 1     | Per Walsøe / Pernille Mølgaard Hansen, Gentofte BK |
| 1967      | All England                                      | Mixed       | 2     | Per Walsøe / Pernille Mølgaard Hansen              |
| 1967      | Schweden: Internationale Meisterschaften         | Mixed       | 1     | Per Walsøe / Pernille Mølgaard Hansen              |
| 1967/1968 | Dänemark: Internationale Meisterschaften         | Mixed       | 1     | Per Walsøe / Pernille Mølgaard                     |
| 1968      | All England                                      | Mixed       | 3     | Per Walsøe / Pernille Mølgaard Hansen              |
| 1968      | Nordische Meisterschaften                        | Mixed       | 1     | Poul-Erik Nielsen / Pernille Mølgaard Hansen       |
| 1968      | Nordische Meisterschaften                        | Damendoppel | 1     | Anne Flindt / Pernille Mølgaard Hansen             |
| 1968/1969 | Dänemark: Einzelmeisterschaften                  | Mixed       | 1     | Per Walsøe / Pernille Mølgaard Hansen, Gentofte BK |
| 1968/1969 | Deutschland: Internationale Meisterschaften      | Damendoppel | 1     | Anne Flindt / Pernille Mølgaard Hansen             |
| 1969      | Nordische Meisterschaften                        | Mixed       | 1     | Per Walsøe / Pernille Mølgaard Hansen              |
| 1969      | Nordische Meisterschaften                        | Damendoppel | 1     | Anne Flindt / Pernille Mølgaard Hansen             |
| 1969      | All England                                      | Mixed       | 3     | Per Walsøe / Pernille Mølgaard Hansen              |
| 1969/1970 | Dänemark: Einzelmeisterschaften                  | Mixed       | 1     | Per Walsøe / Pernille Mølgaard Hansen, Gentofte BK |
| 1970      | All England                                      | Mixed       | 1     | Per Walsøe / Pernille Mølgaard Hansen              |
| 1970      | Schweden: Internationale Meisterschaften         | Mixed       | 1     | Per Walsøe / Pernille Mølgaard-Hansen              |
| 1971      | Nordische Meisterschaft                          | Damendoppel | 1     | Anne Flindt / Pernille Kaagaard                    |
| 1971      | Nordische Meisterschaft                          | Mixed       | 1     | Per Walsøe / Pernille Kaagaard                     |
| 1971      | Norwegen: Internationale Meisterschaften         | Damendoppel | 1     | Lene Køppen / Pernille Kaagaard                    |
| 1971      | German Open                                      | Damendoppel | 1     | Anne Flindt / Pernille Kaagaard                    |
| 1972      | German Open                                      | Damendoppel | 1     | Anne Flindt / Pernille Kaagaard                    |
| 1972      | All England                                      | Mixed       | 3     | Per Walsøe / Pernille Mølgaard Hansen              |
| 1972      | US Open                                          | Damendoppel | 1     | Anne Berglund / Pernille Kaagaard                  |
| 1972      | US Open                                          | Mixed       | 1     | Flemming Delfs / Pernille Kaagaard                 |
| 1972      | Europameisterschaft                              | Damendoppel | 3     | Anne Flindt / Pernille Kaagaard                    |
| 1972      | Dänische Meisterschaft                           | Damendoppel | 1     | Anne Flindt / Pernille Kaagaard                    |
| 1973      | Nordische Meisterschaft                          | Damendoppel | 1     | Ulla Strand / Pernille Kaagaard                    |
| 1974      | Nordische Meisterschaft                          | Mixed       | 1     | Elo Hansen / Pernille Kaagaard                     |
| 1974      | Dänemark: Einzelmeisterschaften                  | Damendoppel | 1     | Pernille Kaagaard / Ulla Strand                    |
| 1974      | Europameisterschaft                              | Damendoppel | 3     | Pernille Kaagaard / Ulla Strand                    |
| 1976      | Norwegian International                          | Damendoppel | 1     | Inge Borgstrøm / Pernille Kaagaard                 |
| 1976      | Norwegian International                          | Mixed       | 1     | Elo Hansen / Pernille Kaagaard                     |